# Shotorīyeh
Shotorīyeh (persiska: شُتُرگَه, شتريه) är en ort i Iran.   Den ligger i provinsen Markazi, i den centrala delen av landet, 200 km sydväst om huvudstaden Teheran. Shotorīyeh ligger 1 825 meter över havet och antalet invånare är 620.
Terrängen runt Shotorīyeh är en högslätt.Runt Shotorīyeh är det glesbefolkat, med 20 invånare per kvadratkilometer. Närmaste större samhälle är Farmahīn, 11,5 km sydost om Shotorīyeh. Trakten runt Shotorīyeh består i huvudsak av gräsmarker.